# 4 Tyrolski Pułk Strzelców Cesarskich
4 Tyrolski Pułk Strzelców Cesarskich (niem. 4. Regiment der Tiroler Kaiserjäger) - elitarny pułk piechoty Armii Austro-Węgier, Kaiserjäger imienia 1848 Kaiser Franz Joseph. Okręg uzupełnień - Triest.
Pułk został utworzony 20 kwietnia 1895 roku z Feld-Batalionen Nr. 13 do Nr. 16 i Ersatz-Batalions-Cadre Nr. 4.
Kolory pułkowe: trawiasty (niem. grasgrün), guziki złote.

## Dyslokacje 1903-1914

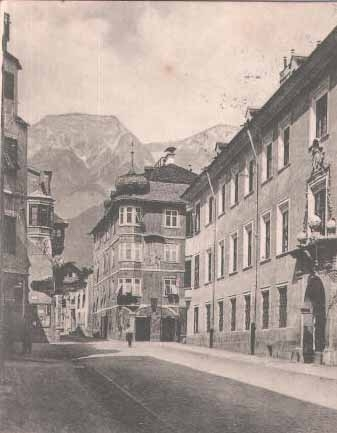
Koszary Pułku Strzelców Cesarskich w Hall in Tirol

### Dyslokacje w latach 1903–1911
Dowództwo oraz bataliony I i II stacjonowały w Salzburgu. III batalion stacjonował w Braunau, IV w Hall in Tirol. W 1907 roku III batalion przeniósł się na rok do Salzburga.

### Dyslokacje w latach 1908–1911
Dowództwo oraz batalion III stacjonowały w Bregencji. I batalion w Innsbrucku, II w Schwaz, IV w Hall in Tirol.

### Dyslokacje w latach 1912–1913
Sztab i III batalion stacjonowały w Trieście, I i II batalion w Mezzocoronie, a IV w Hall in Tirol.

## Przydział w roku 1914
W 1914 roku sztab i wszystkie bataliony oprócz I został przeniesiony do Rivy, a I do Hall in Tirol.
Wszystkie bataliony walczyły na froncie wschodnim i wchodziły w skład 3 Armii XIV Korpus. Pułk walczył na ziemiach polskich m.in. przy forsowaniu Sanu pod Leżajskiem (14-18.10.1914), walkach pod Rozwadowem (24.10-2.11.1914).

## Strzelcy Cesarscy
Komendanci pułku
- płk Victor Pridalek (1900)
- płk Hermann Roschatt (1903–1906)
- płk Karl Gelb von Siegesstern (1907–1909)
- płk Ernst Dieterich von Nordgothen (1910–1914 → komendant 31 Brygady Piechoty)
- płk Gustav Rubritius (1914)

Oficerowie
- kpt. Stanisław Elgas
- ppor. rez. Eugeniusz Zagłoba-Kaniowski